# Friedrich Schuchardt
Friedrich Schuchardt   (Gotha, 1876 - segle XX). fou un compositor alemany.
En el Conservatori de Leipzig va tenir per mestres a Reinecke i Jadassohn, després estudià teologia i s'ordenà sacerdot.
Entre les seves composicions hi figuren l'òpera Die Bergmannsbraut (Gotha, 1904); l'oratori Peter Forschegrund; l'obra coral Die Erscheinung der Muse, i diverses melodies vocals.